# (6358) Chertok
(6358) Chertok est un astéroïde de la ceinture principale.

## Description
(6358) Chertok est un astéroïde de la ceinture principale. Il fut découvert le 13 janvier 1977 à Naoutchnyï par Nikolaï Tchernykh. Il présente une orbite caractérisée par un demi-grand axe de 2,62 UA, une excentricité de 0,16 et une inclinaison de 11,1° par rapport à l'écliptique.

## Compléments